# 山楂樹林 (伊利諾伊州)
山楂樹林（英語：Hawthorn Woods）是位於美國伊利諾伊州萊克縣的一個村落。

## 地理
山楂樹林的座標為42°13′41″N 88°03′19″W / 42.22806°N 88.05528°W，而該地最高點為海拔高度244米（即801英尺）。

## 人口
根據2010年美國人口普查的數據，山楂樹林的面積為21.37平方千米，當中陸地面積為20.83平方千米，而水域面積為0.54平方千米。當地共有人口7663人，而人口密度為每平方千米358人。